# Pain of Salvation
I Pain of Salvation sono un gruppo musicale progressive metal svedese, il cui leader è Daniel Gildenlöw realizzatore di tutti i testi, chitarrista e voce principale della band.
Il loro sound è caratterizzato da ritmiche potenti, solidi tappeti di chitarre, grande timbrica ed estensione vocale, costante uso di cori e tastiere, rapidi cambi di ritmo e sperimentazione poliritmica. Un altro segno distintivo della band è rappresentato dal fatto che tutti i loro dischi sono dei concept album. I temi trattati nei loro concept sono molteplici e riguardano soprattutto la sessualità, la guerra (e i suoi effetti sulla famiglia e sulla comunità), i disastri ambientali (come quelli causati dalle centrali nucleari), il disagio sociale (soprattutto sotto l'aspetto dell'incomunicabilità), gli studi di genere, la crescita dell'individuo e dell'umanità, la natura di Dio e dell'esistenza. Caratteristico dei loro testi è anche il fatto che, nonostante siano concept e raccontano quindi delle storie, la narrazione è molto scarna mentre viene lasciato spazio da protagonista alle riflessioni e ai pensieri più intimi dei personaggi, espressi quasi sempre in prima persona, ed è tramite essi che l'ascoltatore riesce quindi a comprendere anche le trame.

## Storia del gruppo

### Gli inizi (1984-1996)
I Pain of Salvation sono stati fondati dal chitarrista Daniel Gildenlöw, nel 1991. Le origini del gruppo tuttavia risalgono a diversi anni prima: nel 1984 infatti, Gildenlöw ha fondato il gruppo glam rock Reality, ispirato alla musica dei Kiss, a cui si sono aggiunti tre anni più tardi il chitarrista Daniel Magdic, il batterista Johan Langell ed il bassista Gustaf Hielm. Dopo il cambio di nome da Reality a Pain of Salvation, il gruppo inizia a partecipare a diversi concorsi nazionali classificandosi sempre nei primi posti per l'originalità dei pezzi, per la tecnica a livello musicale e per la qualità degli arrangiamenti vocali.
Nel 1994 il bassista Gustaf Hielm lascia la band per entrare nei Meshuggah e viene sostituito da Kristoffer Gildenlöw, fratello minore di Daniel.

### Entropia(1996-1997)
La formazione vera e propria si forma nel 1996 con l'entrata del tastierista Fredrik Hermansson. In questo stesso anno la band pubblica il primo demo Hereafter, in edizione strettamente limitata a poche centinaia di copie. In questo demo sono presenti le prime registrazioni di alcuni di quelli che poi saranno brani di Entropia, mentre altri due brani intitolati Beyond the Mirror e Timeweaver's Tale verranno nuovamente registrati ed inseriti come bonus track rispettivamente nelle edizioni sudamericana e giapponese di One Hour by the Concrete Lake.
Nel 1997 viene pubblicato il loro primo album in studio Entropia, caratterizzato da sonorità prevalentemente progressive metal ma che risente anche delle contaminazioni più disparate, come alternative metal, funk rock o R&B, mettendo subito in mostra l'originalità del gruppo e il loro approccio alla musica, totalmente slegato dai canoni contemporanei.
Daniel Gildenlöw descrive così il concept di Entropia:

### Il secondo disco e la firma del primo contratto discografico (1998-1999)
Nell'autunno del 1997 è già pronto il materiale per One Hour by the Concrete Lake e, appena un mese prima dell'incisione di questo nuovo disco, il chitarrista Daniel Magdic lascia la formazione in seguito ad un lungo periodo di contrasti, venendo sostituito da Johan Hallgren, al quale tra l'altro viene chiesto di imparare tutte le parti di chitarra in un periodo brevissimo di tempo. Il nuovo chitarrista viene presentato come membro ufficiale della band nell'aprile del 1998.
Il loro secondo lavoro viene così pubblicato nel maggio 1998 in quasi tutto il mondo riscuotendo un successo tale da indurre la casa discografica a ripubblicare in Europa il precedente album Entropia. One Hour by the Concrete Lake è stato inizialmente distribuito dalla Avalon Records in Giappone nel luglio 1998 e in seguito distribuito in Europa nel gennaio 1999 dalla Inside Out Music, negli Stati Uniti d'America nel novembre 1999 dalla Inside Out America e in Sud America nel novembre 1999 dalla Hellion. Un certo numero di fatti sono riportati nel libretto dell'album, con un elenco di fonti fornite alla fine. L'ordine cronologico delle tracce è lo stesso degli avvenimenti del concept e una serie di luoghi ed eventi sono realmente esistenti (come le Black Hills in Nord America ed il lago Karačaj nella ex USSR).
Daniel Gildenlöw ha personalmente dichiarato, anche se a malincuore, che Concrete Lake è l'album dei Pain of Salvation che gli piace di meno.
One Hour by the Concrete Lake segue il racconto immaginario, suddiviso in tre capitoli, di un uomo che lavora nell'industria delle armi. Egli comincia ad avere dubbi riguardo alla moralità della sua occupazione, e si rende conto di essere soltanto una parte della grande "macchina" che controlla la sua vita. Alla vigilia del nuovo anno prende la decisione di scoprire quali conseguenze la sua vita e il suo lavoro hanno in altre parti del mondo, e decide di liberarsi della macchina.

### The Perfect Element Part OneeRemedy Lane(2000-2003)
Dopo un anno di ottimi riscontri, la band inizia a raccogliere materiale per il loro terzo album The Perfect Element Part One che viene pubblicato nel settembre del 2000 mentre i Pain of Salvation sono impegnati in un tour europeo durante il quale Daniel cade rompendosi due dita della mano sinistra. Il tour va comunque avanti con addirittura delle aggiunte di tappe a quelle già pianificate.
The Perfect Element Part One viene universalmente riconosciuto dalla critica come uno dei migliori lavori in assoluto dei Pain of Salvation, e Daniel lo ha presentato con queste parole: 
Il concept è molto diverso dai precedenti, ed è stato descritto da Kristoffer Gildenlow come il più intenso ed individuale. Inoltre, come suggerito dal titolo, viene annunciato nel libretto stesso dell'album che The Perfect Element Part One è soltanto il primo lancio di un concept diviso in due parti, e viene paragonato ad un classico romanzo di formazione. Da notare che tale concept fu ideato e realizzato proprio nel periodo in cui Daniel seguiva studi di genere all'università di Gävle.
Per supportare l'album, la band organizzò un tour nell'autunno 2000 con gli Arena. Nel febbraio 2001 suonarono da headliner al ProgPower USA accanto agli Evergrey e ai Symphony X. Nel maggio del 2001 i Pain of Salvation partecipano alla Dream Theater Fanclub Convention, che si tiene a Parigi e durante la quale propongono un'esilarante improvvisazione stile reggae con Mike Portnoy dei Dream Theater.
Le registrazioni del loro quarto album iniziano nel settembre del 2001 e finiscono nel novembre dello stesso anno; nel febbraio del 2002 viene pubblicato Remedy Lane, altro album che ottiene ottimi riscontri dalla critica.
Il concept di Remedy Lane ripercorre la vita sentimentale e sessuale del protagonista senza nome, partendo da un flashback iniziato in una stanza di albergo, e proseguendo attraverso le esperienze più significative e dolorose. Secondo alcune interpretazioni, si tratta di una sorta di autobiografia di Daniel ed è considerato l'album più oscuro e concettualmente triste dei Pain of Salvation.
Dopo la pubblicazione dell'album la band parte in tour come gruppo spalla dei Dream Theater. Soltanto a distanza di una decina d'anni Daniel dichiarerà pubblicamente che, quando i Dream Theater avevano proposto ai Pain of Salvation di aprire i loro concerti, lui aveva prontamente accettato dicendo che avrebbe promosso un nuovo album della band; tuttavia, in realtà, i Pain of Salvation non possedevano ancora nessun materiale su cui lavorare, e di conseguenza l'ideazione, la composizione e la registrazione di Remedy Lane si svolse nel giro di appena due mesi.
Sempre nel 2002 Daniel partecipa inoltre a vari progetti: Unfold the Future dei connazionali The Flower Kings, partecipando anche a diverse date dei loro tour, e la prima parte di Genius, rock opera del chitarrista italiano Daniele Liverani.
Nel 2003 i Pain of Salvation tornano nella loro città natale Eskilstuna per la registrazione del loro primo album dal vivo, un unplugged pubblicato l'anno successivo col nome di 12:5, che ripercorre, anche tramite due medley, brani tratti da tutti gli album precedenti eccetto One Hour by the Concrete Lake. In questo stesso anno la band partecipa al Gods of Metal 2003 tenutosi a Milano.

### BE(2004-2005)
Il loro concept BE, esce nel settembre 2004. In questa occasione il gruppo esplora altri generi musicali come il rock progressivo, folk, musica classica e musical. Si è trattato del primo album registrato dai Pain of Salvation senza l'aiuto di un produttore esterno, dato che i precedenti erano tutti stati prodotti da Ander "Theo" Theander, ed è stato definito dalla critica come il concept più complesso e filosofico del gruppo.
BE viene pubblicato anche sotto forma di un DVD live, in cui il gruppo ha suonato l'intero album accompagnato dalla Orchestra of the Eternity, di cui alcuni membri avevano già preso parte alla registrazione di The Perfect Element Part One. Il DVD viene intitolato BE (Original Stage Production) ed il concerto si è svolto ad Eskilstuna il 12 settembre 2003, cioè prima ancora della pubblicazione dell'album in studio.

### Scarsick, cambi di formazione e live DVD (2006-2009)

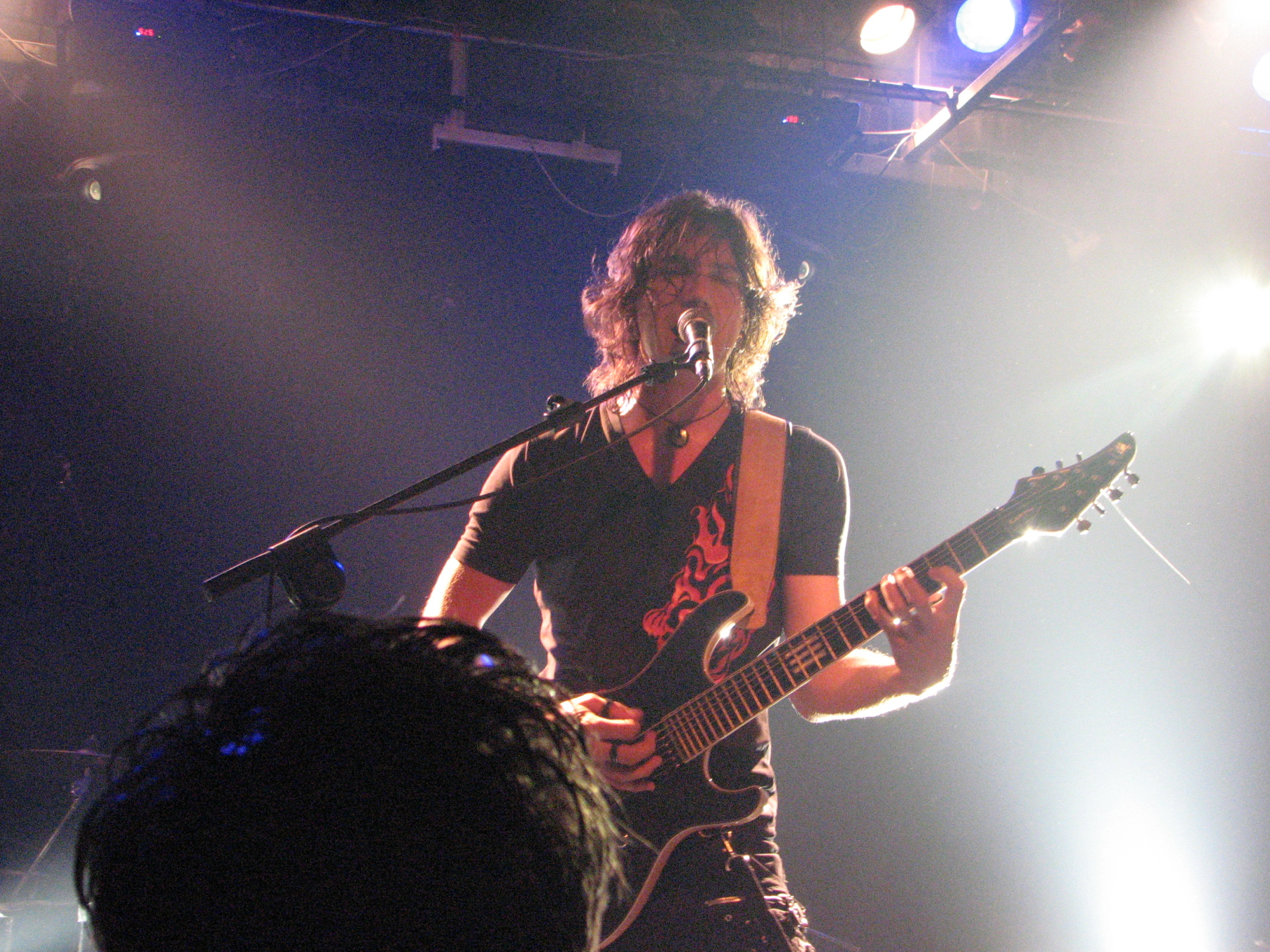
Daniel Gildenlow durante un concerto a Tessalonica nel marzo 2007

Il 21 febbraio 2006 il bassista Krisstoffer Gildenlow annuncia l'abbandono del gruppo: essendo egli residente nei Paesi Bassi, per lui risulta impossibile continuare a collaborare col resto del gruppo, che invece risiede in Svezia. In attesa di trovare un sostituto, il suo ruolo viene temporaneamente coperto dal fratello Daniel. Infatti, nell'aprile 2006 iniziano le registrazioni del sesto album Scarsick ai Fascination Street Studio di Örebro, dove il cantante e chitarrista del gruppo ne diventa anche bassista durante le session in sala d'incisione. Il 23 aprile iniziano le registrazioni delle parti di batteria, portate a termine da Johan in meno di 6 giorni. Nonostante il disco inizi a circolare illegalmente, tramite P2P, già nell'autunno dello stesso anno, Scarsick viene pubblicato solo il 22 gennaio 2007, per poi essere seguito da un tour europeo.
A causa dell'improvvisa variazione di stile, il disco divide i fan del gruppo, soprattutto quando viene annunciato che Scarsick è la prosecuzione di The Perfect Element Part One, la cui seconda parte è stata attesa per anni. Infatti Scarsick si presenta come un disco apparentemente più grezzo, sia nella produzione che nell'esecuzione, che sembra allontanarsi dal progressive metal per compiere incursioni nel mondo dell'hip hop, del rock alternativo, del crossover, del nu metal e addirittura della disco music (nel brano Disco Queen). Le tematiche affrontate si riallacciano a quelle di The Perfect Element Part One, ma analizzano aspetti sociali differenti, quali la frustrazione, la cultura del consumismo, il materialismo, il conformismo, l'idolatria per le celebrità, la natura collettivista della religione e il declino della civilizzazione. Daniel Gildenlow ha inoltre rivelato in un'intervista che la vita del protagonista maschile è un'allegoria di tutto il genere umano; che in egli vediamo i problemi della società in un livello intimo e personale. Così come The Perfect Element Part One prende in considerazione soggetti disfunzionali in un contesto psicologico che si occupa dei singoli, Scarsick se ne occupa in un contesto sociologico che esplora le relazioni. Proprio come la canzone finale della prima parte del concept (The Perfect Element) si occupa della sua caduta su un livello mentale, la canzone finale di Scarsick (Enter Rain) lo vede cadere su un livello fisico.
Nel febbraio 2007 viene annunciato che Simon Anderson sarebbe stato il nuovo bassista del gruppo, dopo esserne stato parte come turnista. Il 29 aprile dello stesso anno il batterista Johan Langell ha abbandonato la formazione dopo 17 anni di attività, ritirandosi a vita privata a causa della nascita del figlio. Il sostituto, Léo Margarit, è stato annunciato nei primi mesi del 2008.
Durante il 2008 i Pain of Salvation hanno rivelato di essere al lavoro su DVD live e nel settembre dello stesso il sito ufficiale è stato sostituito da un'unica pagina che riporta la frase "The end?": su questa scelta hanno iniziato a circolare diverse teorie, come l'ipotesi dell'imminente scioglimento del gruppo o il possibile riferimento al loro successivo lavoro. Nel frattempo, al posto del sito ufficiale, viene aperto un blog gestito dal frontman Daniel Gildenlöw. Il mese seguente il gruppo ha annunciato il DVD Ending Themes: On the Two Deaths of Pain of Salvation, uscito il successivo 13 maggio 2009, e ha rivelato il loro ritorno in studio di registrazione per la realizzazione di un nuovo album in studio.
Il 12 novembre Andersson ha abbandonato il gruppo, venendo rimpiazzato da Gildenlöw durante le registrazioni in studio.

### Road Salt OneeRoad Salt Two(2009-2011)

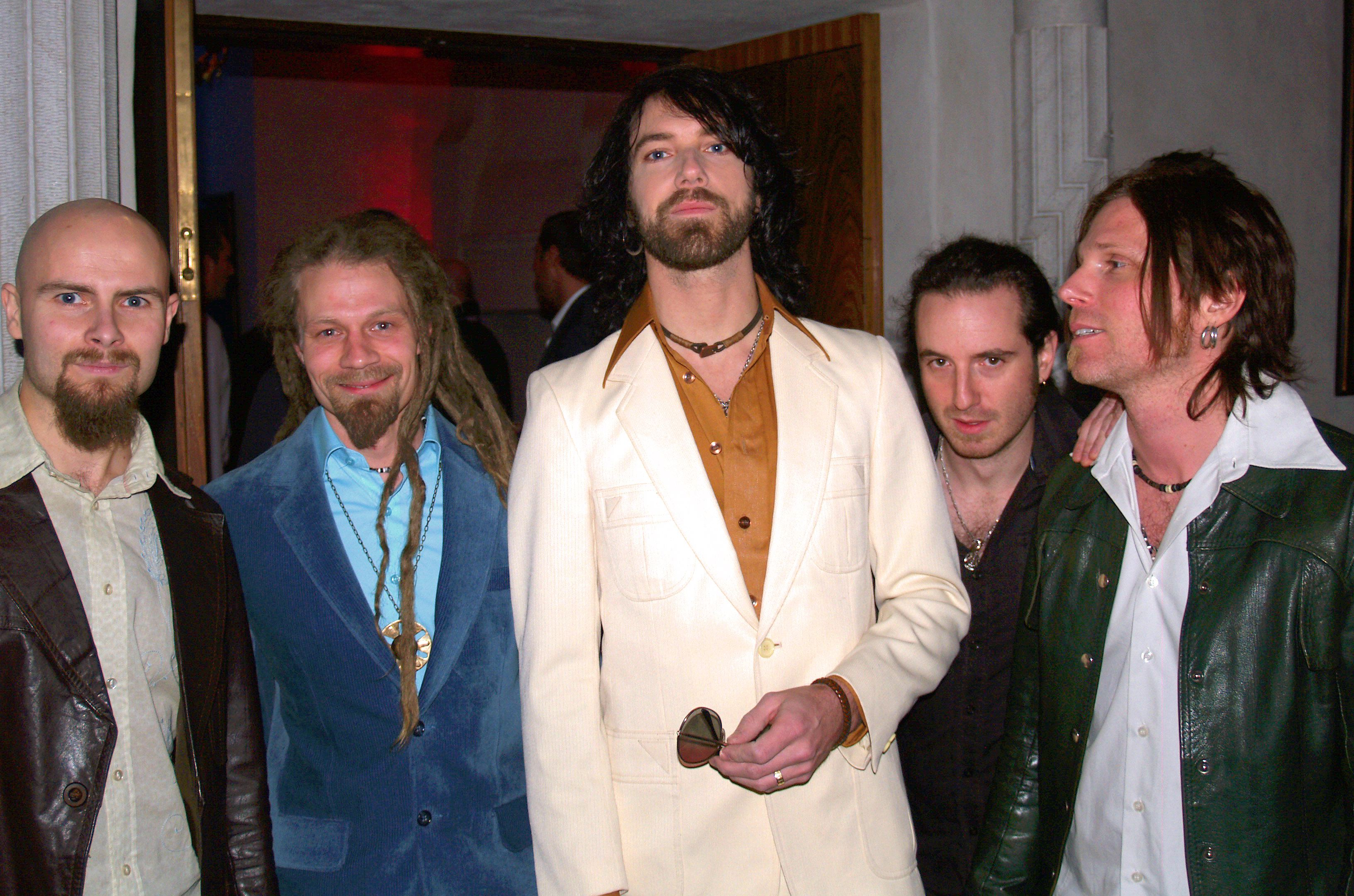
I Pain of Salvation al Melodifestivalen

Il primo novembre 2008 la band esegue una nuova canzone, Mortar Grind, tratta dal loro imminente nuovo album e EP. I Pain of Salvation hanno descritto il loro nuovo progetto come un concept di due album. Tuttavia, il progetto è stato ritardato a causa del fallimento della SPV, società controllata Inside Out Music, ed è stata acquisita da Century Media Records, che ha permesso alla band di finire l'album. Col tempo Daniel Gildenlöw torna a lavorare all'album, rivalutando il progetto del doppio album e optando per due distinte pubblicazioni.
Il 16 novembre 2009 esce Linoleum, un EP di 6 tracce (4 inediti, tra cui Mortar Grind e la title track Linoleum, una bonus track parlata e una cover di Yellow Raven degli Scorpions) che funge da anteprima quello che sarà Road Salt One. Nel dicembre dello stesso anno viene confermato che la canzone Road Salt sarebbe stata eseguita all'edizione 2010 del Melodifestivalen, finale nazionale svedese per l'Eurovision Song Contest 2010. La band si è esibita durante la prima semifinale, perdendo tuttavia nei confronti della canzone di Pernilla Wahlgren.
Il 20 gennaio 2010 viene pubblicato sul canale YouTube della Inside Out Music il video musicale di Linoleum.
Road Salt One viene finalmente pubblicato il 17 maggio 2010 in versione standard e una limitata (con una traccia aggiuntiva denominata What She Means to Me e versioni estese delle tracce No Way e Road Salt), oltre ad una versione LP e all'edizione giapponese (in cui è presente il brano Tip Toe Two). Alla registrazione del disco hanno contribuito anche Jonas Reingold dei The Flower Kings e Gustaf Hielm i quali hanno suonato le parti di basso rispettivamente nei brani No Way e Innocence. L'album viene però fortemente criticato dai fan di vecchia data, a causa delle sonorità più vicine al blues rock, al pop rock e all'hard rock.
Daniel Gildenlöw ha descritto l'album in un'intervista come un suono più orientato alle jam session, con tracce che sembrano essere «registrate dal vivo in sala prove». Ha descritto il concept dell'album come tante storie parallele che non sono né inventate né autobiografiche, incentrate sul tema delle scelte, concentrandosi sulle scelte che ogni personaggio è lasciato a compiere. Durante l'intervista ha anche paragonato l'album al film Magnolia. Il 30 marzo 2011 viene pubblicato sul canale YouTube della Inside Out Music anche un video musicale di Where It Hurts.
Il 26 settembre 2011, pochi giorni dopo la pubblicazione del brano Conditioned, è uscito Road Salt Two, anche questo presentato in versione standard e limitata con due bonus track. Essendo stato ideato insieme a Road Salt One e come suggerisce anche il nome, il disco presenta uno stile compositivo simile al precedente, ma con sonorità più vicine allo stoner rock.
In seguito al tour invernale con gli Opeth, Hallgren e Hermansson lasciano il gruppo. Successivamente sul sito della band è stato pubblicato un annuncio per proporre la propria candidatura come nuovo chitarrista. Il 23 dicembre 2011 viene comunicato che il ruolo di tastierista verrà ricoperto da Daniel "D2" Karlsson, fino ad ora bassista, mentre il ruolo di bassista verrà nuovamente ricoperto da Gustaf Hielm, ritornato in formazione dopo 17 anni. Il 6 gennaio è stato poi annunciato che il ruolo di chitarrista e seconda voce per il tour del 2012 verrà ricoperto dall'islandese Ragnar Zolberg.

### Falling Home(2012-2014)

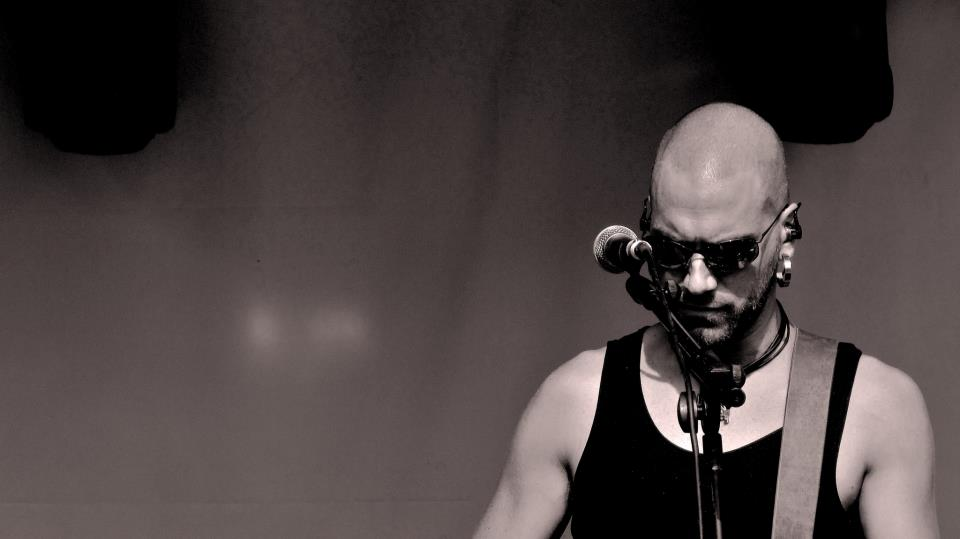
Daniel Gildenlow sul palco del Veruno Prog Festival 2012

Il 22 giugno 2012, pochi giorni dopo un concerto acustico a Lipsia, tramite il loro sito ufficiale, i Pain of Salvation annunciano di essere al lavoro proprio per la pubblicazione di un album acustico, provvisoriamente denominato Clean.
Il 7 settembre dello stesso anno, i Pain of Salvation suonano sul palco del 2 Days Prog + 1 di Veruno insieme ai The Flower Kings. Seguirà poi un breve tour in Sud America.
Nella primavera 2013 i Pain of Salvation partono per un tour acustico europeo in cui alcune canzoni classiche della band vengono reinterpretate all'insegna degli anni '70. Al tour prendono parte come special guest anche la cantante olandese Anneke van Giersbergen e la folk band islandese Árstíðir. Inoltre, per questo tour, il chitarrista Ragnar Zolberg viene sostituito da Roger Öjersson, già membro dei Tiamat (e successivamente anche dei Katatonia). Subito dopo il tour acustico, i Pain of Salvation partono in tour alla volta del Nord America, accompagnati da tre band progressive metal, quali gli italiani Kingcrow e gli statunitensi Imminent Sonic Destruction e Vangough; tuttavia dopo alcune date Daniel Gildenlöw si ammala di polmonite e per la prima volta nella storia della band un tour viene interrotto.
Il 31 maggio 2013, tramite la loro pagina ufficiale su Facebook, senza ancora specificare una data, i Pain of Salvation annunciano l'imminente uscita dell'album acustico rivelando che non sarà più denominato Clean ma Falling Home Falling Home è anche il titolo di una nuova canzone acustica che i Pain of Salvation avevano suonato per la prima volta durante un concerto a Tel Aviv il 16 marzo 2013.
A dicembre dello stesso anno, Daniel Gildenlöw apre due concerti dei The Flower Kings in Svezia sotto il nome di Daniel Gildenlöw & Friends; si è trattato di una formazione acustica composta dallo stesso Gildenlöw, Ragnar Zolberg e Roger Öjersson. Nel 2014, i Pain of Salvation avrebbero dovuto suonare al Progressive Nation at Sea organizzato da Mike Portnoy a bordo di una nave da crociera nei Caraibi, tuttavia a metà gennaio Daniel contrae una fascite necrotizzante alla quale sopravvive miracolosamente soltanto grazie ad un tempestivo intervento chirurgico (inoltre mentre Léo Margarit portava Daniel in ospedale i due hanno anche avuto un incidente automobilistico a causa della strada ghiacciata); i tempi di recupero, che si rivelano più lunghi del previsto, costringono Daniel a restare per oltre tre mesi in ospedale, soggetto a cure giornaliere, e gli impediscono non soltanto di partecipare al festival ma anche di unirsi ai Transatlantic durante il Kaleidoscope 2014 World Tour. Si vede inoltre costretto anche ad annullare il tour con i The Flower Kings al quale avrebbe dovuto prendere parte tra aprile e maggio con il suo trio acustico (che viene sostituito dai Karmakanic). Il 10 febbraio, tramite un comunicato della loro pagina ufficiale su Facebook, i Pain of Salvation annunciano di prendere ugualmente parte al Progressive Nation at Sea, per decisione di Daniel stesso, il quale, non potendo prendervi parte, viene sostituito da Zolberg in veste di voce principale, accompagnato da Clay Withrow (cantante dei Vangough) come seconda voce e chitarrista. Alla fine di maggio, una volta ristabilitosi, Gildenlöw annuncia che la registrazione di Falling Home, ritardata dall'improvvisa malattia, è stata finalmente completata, e a partire dal mese successivo torna a suonare con i Pain of Salvation che si esibiscono in un tour nordamericano con i Vangough, ed in diversi festival nel mondo, tra cui il prestigioso ProgPower USA XV durante il quale suoneranno l'album Remedy Lane nella sua interezza.
Il 10 novembre 2014 viene pubblicato Falling Home. Daniel dichiara inoltre in un'intervista di aver raccolto materiale per un prossimo album di inediti, più simile a The Perfect Element Part One e Remedy Lane.
Nel frattempo, i Pain of Salvation pubblicano online un documentario, sotto forma di episodi, nel quale, tramite interviste e riprese nello studio della band, vengono svelati molti retroscena risalenti al periodo in cui era in lavorazione Scarsick. Viene successivamente confermato anche il fatto che verranno pubblicate nuove stagioni del documentario, sempre sotto forma di episodi, come se si trattasse di una serie televisiva.

### In the Passing Light of DayePanther(2016-presente)

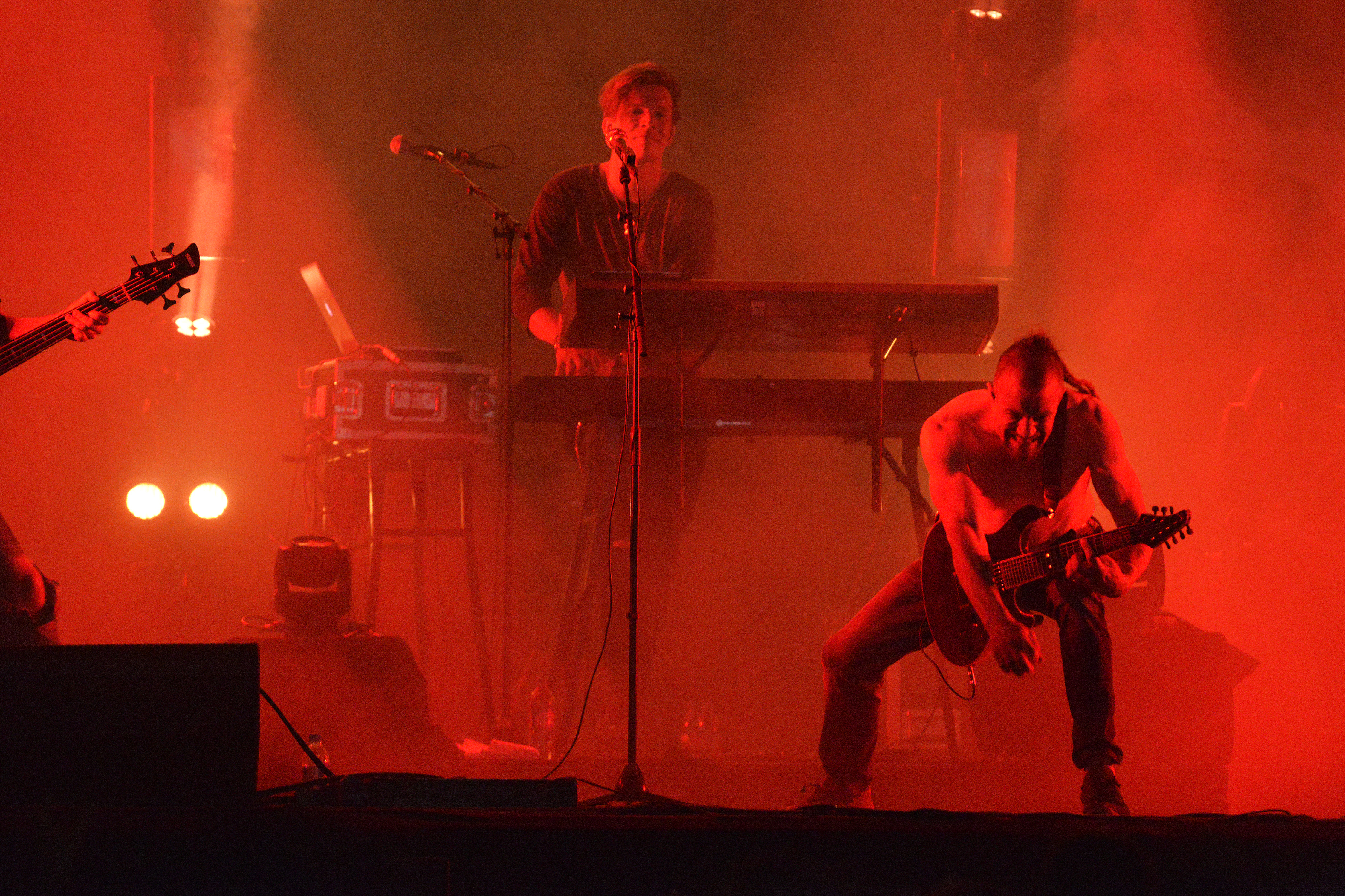
Il gruppo all'Hellfest 2017

Il 1º luglio 2016 i Pain of Salvation hanno pubblicato una versione rimasterizzata di Remedy Lane, con allegato un secondo CD contenente l'intera esecuzione dell'album stesso al ProgPower USA XV.
Il 13 gennaio 2017 è stato invece pubblicato il decimo album in studio In the Passing Light of Day, anticipato già negli ultimi mesi del 2016 dai videoclip dei brani Meaningless (brano composto principalmente da Ragnar Zolberg) e Reasons, entrambi girati a Stoccolma. L'album segna il ritorno del gruppo al progressive metal ed anche ai concept album: i brani ruotano infatti intorno all'esperienza vissuta da Daniel Gildenlöw durante la lotta contro la fascite necrotizzante. Il 30 aprile 2017 Zolberg annuncia tramite un post su Facebook la propria dipartita dal gruppo a seguito di contrasti con Gildenlöw, dal quale, secondo quanto scritto dal chitarrista, sarebbe stato sottopagato, nonostante il forte apporto compositivo di questi all'ultimo album e il grande successo del tour subito successivo. Il giorno dopo viene ufficializzato il rientro in formazione dello storico chitarrista Johan Hallgren.

Il primo disco in studio dopo il ritorno di Hallgren nella band è Panther: i lavori sull'album iniziano già nel 2019, quando il gruppo si è riunito per collaborare con il produttore Daniel Bergstrand. Il disco è stato annunciato in via ufficiale nel giugno 2020 e pubblicato il 28 agosto successivo; per anticiparne l'uscita sono stati pubblicati i singoli Accelerator, Restless Boy e l'omonimo Panther, promossi dai relativi videoclip. Secondo quanto dichiarato da Gildenlöw, il disco recupera tematiche già apparse nel precedente In the Passing Light of Day quali l'alienazione e la solitudine, espandendoli e rendendoli le colonne portanti dell'intera pubblicazione:
Il 3 luglio il bassista Gustaf Hielm ha abbandonato la formazione al fine di salvaguardare la propria salute psicofisica, messa a dura prova dai ritmi richiesti dalla vita nella band.

## Il nome della band
Il nome del gruppo fu proposto da Daniel Gildenlöw, la cui intenzione era di incorporare il concetto di "equilibrio", il quale pensava avesse un significato similare al senso della vita stesso, per esempio il bene e il male, la luce e l'oscurità, la vita e la morte; per l'appunto, il dolore e la salvezza:
(Daniel Gildenlöw nell'agosto 1999)

In un'intervista successiva, il frontman aggiunse:

## Formazione

### Attuale
- Daniel Gildenlöw – voce, chitarra, tastiera (1984-presente)
- Johan Hallgren – chitarra, tastiera, voce aggiuntiva (1998-2011, 2017-presente)
- Léo Margarit – batteria, cori (2007-presente)
- Daniel Karlsson – tastiera, cori (2011-presente)

### Ex componenti
- Mikael Pettersson – batteria (1984-1989)
- Joakim Strandberg – basso (1984-1990)
- Magnus Johansson – basso (1990-1992)
- Daniel Magdic – chitarra (1986-1997)
- Kristoffer Gildenlöw – basso, violoncello, cori (1994-2006)
- Johan Langell – batteria, cori (1989-2007)
- Simon Andersson – basso, voce (2007-2008)
- Fredrik Hermansson – tastiera, sintetizzatore (1996-2011)
- Ragnar Zolberg – chitarra, cori (2012-2013, 2014-2017)
- Gustaf Hielm – basso (1992-1994, 2011-2020)

### Ex turnisti
- Per Schelander – basso (2009-2010)
- Daniel Karlsson – basso, tastiere (2011)
- Roger Öjersson – chitarra, cori (2013)
- Clay Withrow – chitarra, voce (2014)

## Discografia

### Album in studio
- 1997 – Entropia
- 1998 – One Hour by the Concrete Lake
- 2000 – The Perfect Element Part One
- 2002 – Remedy Lane
- 2004 – BE
- 2007 – Scarsick
- 2010 – Road Salt One
- 2011 – Road Salt Two
- 2014 – Falling Home
- 2017 – In the Passing Light of Day
- 2020 – Panther

### Album dal vivo
- 2004 – 12:5
- 2009 – The Second Death of Pain of Salvation
- 2016 – Remedy Lane Re:Lived

### EP
- 2009 – Linoleum

## Videografia

### Album video
- 2006 – Be: Original Stage Production
- 2009 – Ending Themes (On the Two Deaths of Pain of Salvation)